# 熊本県道139号旭志鹿本線
熊本県道139号旭志鹿本線（くまもとけんどう139ごう きょくしかもとせん）は、熊本県菊池市から山鹿市に至る一般県道である。

## 概要
当県道のほぼ中間に位置する森北地区から終点にかけては、国道325号の短絡ルートになっている。

### 路線データ
- 起点：熊本県菊池市旭志弁利（熊本県道329号原植木線交点）
- 終点：熊本県山鹿市鹿本町[1]

## 路線状況

### 重複区間
- 国道325号・国道443号（菊池市森北 - 菊池市赤星・赤星交差点）
- 国道387号（菊池市出田）

## 地理

### 通過する自治体
- 菊池市
- 山鹿市

### 交差する道路
| 交差する道路                                  | 交差する場所 | 交差する場所     |
| --------------------------------------------- | ------------ | ---------------- |
| 熊本県道329号原植木線                         | 旭志弁利     | 起点             |
| 熊本県道23号菊池赤水線                        | 下河原       |                  |
| 国道325号 重複区間起点 国道443号 重複区間起点 | 森北         |                  |
| 国道325号 重複区間終点 国道443号 重複区間終点 | 赤星         | 赤星交差点       |
| 国道387号 重複区間起点                        | 出田         |                  |
| 国道387号 重複区間終点                        | 出田         | 広瀬交差点       |
| 熊本県道53号植木インター菊池線                | 七城町甲佐町 |                  |
| 国道325号 国道443号 重複                      | 七城町辺田   | 七城町辺田交差点 |

### 沿線
- 菊池川
- 菊池市立花房小学校
- 菊池市役所 七城総合支所